# Hvožďany (Vodňany)
Hvožďany jsou malá vesnice, část města Vodňany v okrese Strakonice v Jihočeském kraji. Nachází se asi tři kilometry jihovýchodně od Vodňan. Hvožďany leží v katastrálním území Hvožďany u Vodňan o rozloze 2,49 km² a v krajinné památkové zóně Libějovicko-Lomecko. Těsně sousedí s Újezdem.

## Historie
Vůbec nejstarší dochované známky osídlení okolí spadají do čtrnáctého století před naším letopočtem, kdy zde přítomný kmen, dnes nazývaný jihočeský lid mohylový, pohřbíval své mrtvé v mohylách v lese Černoháji. Podobné mohyly jsou doloženy i v lese pod Džbánem u nedalekých Libějovic. Z období 6. až. 9. století našeho letopočtu je doložena přítomnost našich slovanských předků u vrchu nazývaného Lomec.

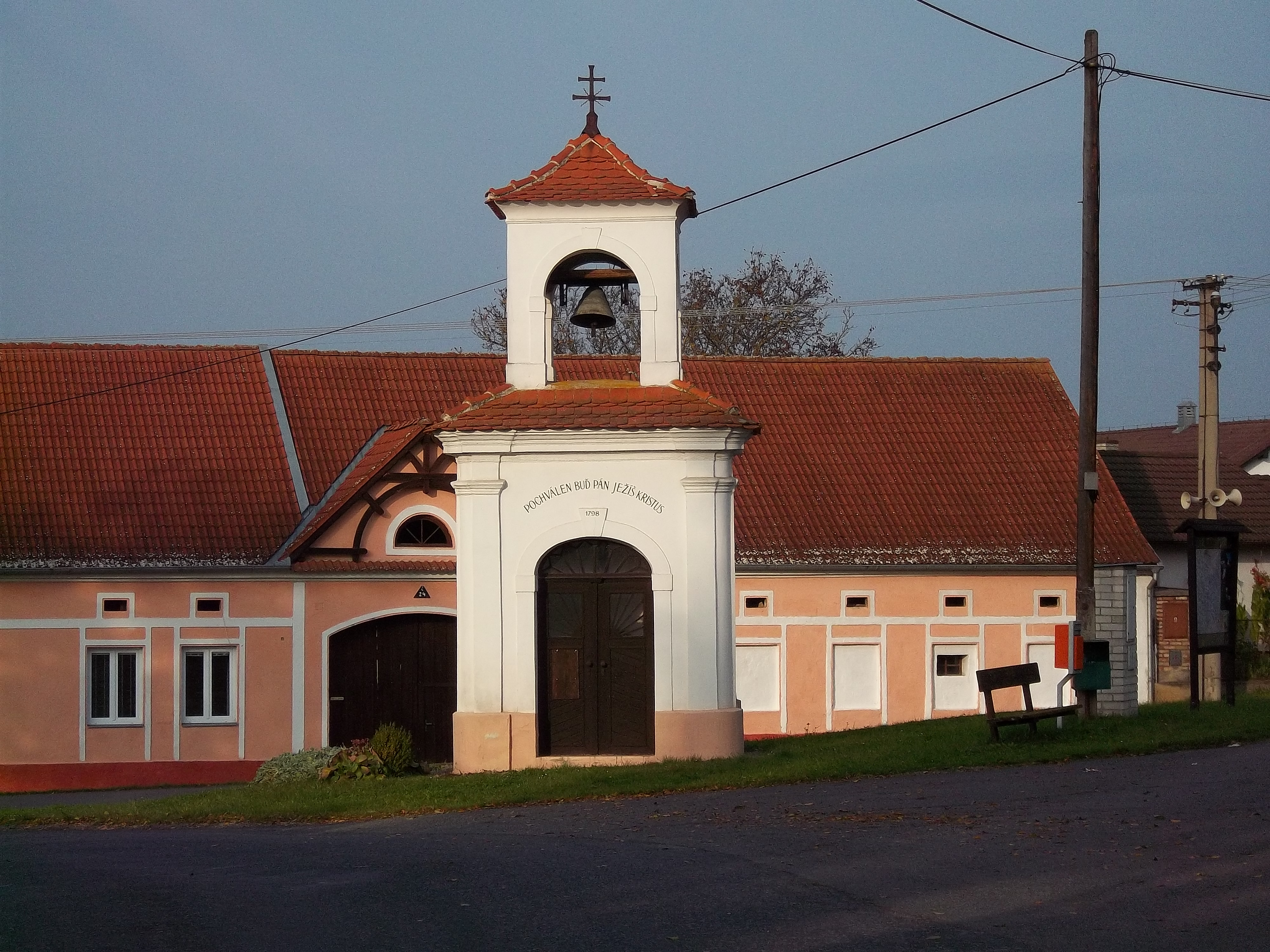
Hvožďanská kaplička

Prvotní osídlení v celých jižních Čechách tvořilo zprvu pouze ostrůvky v neprostupných lesích, jejichž plocha se začala výrazněji snižovat až ke konci středověku.
První písemná zmínka o Hvožďanech pochází z roku 1312, kdy je připomínán Rudolf z Hvožďan. Je pravděpodobné, že vesnice byla založena v rámci osidlovacích vln 13. a 14. století. Dle všeho tedy právě Hvožďany kdysi stávaly uprostřed či vedle neprostupného hvozdu, jež jim dal jejich jméno. V současnosti se již v nejbližším okolí lesy nenachází.
Roku 1798 byla postavena na návsi kaplička se zvoničkou, jež zde stojí dodnes.

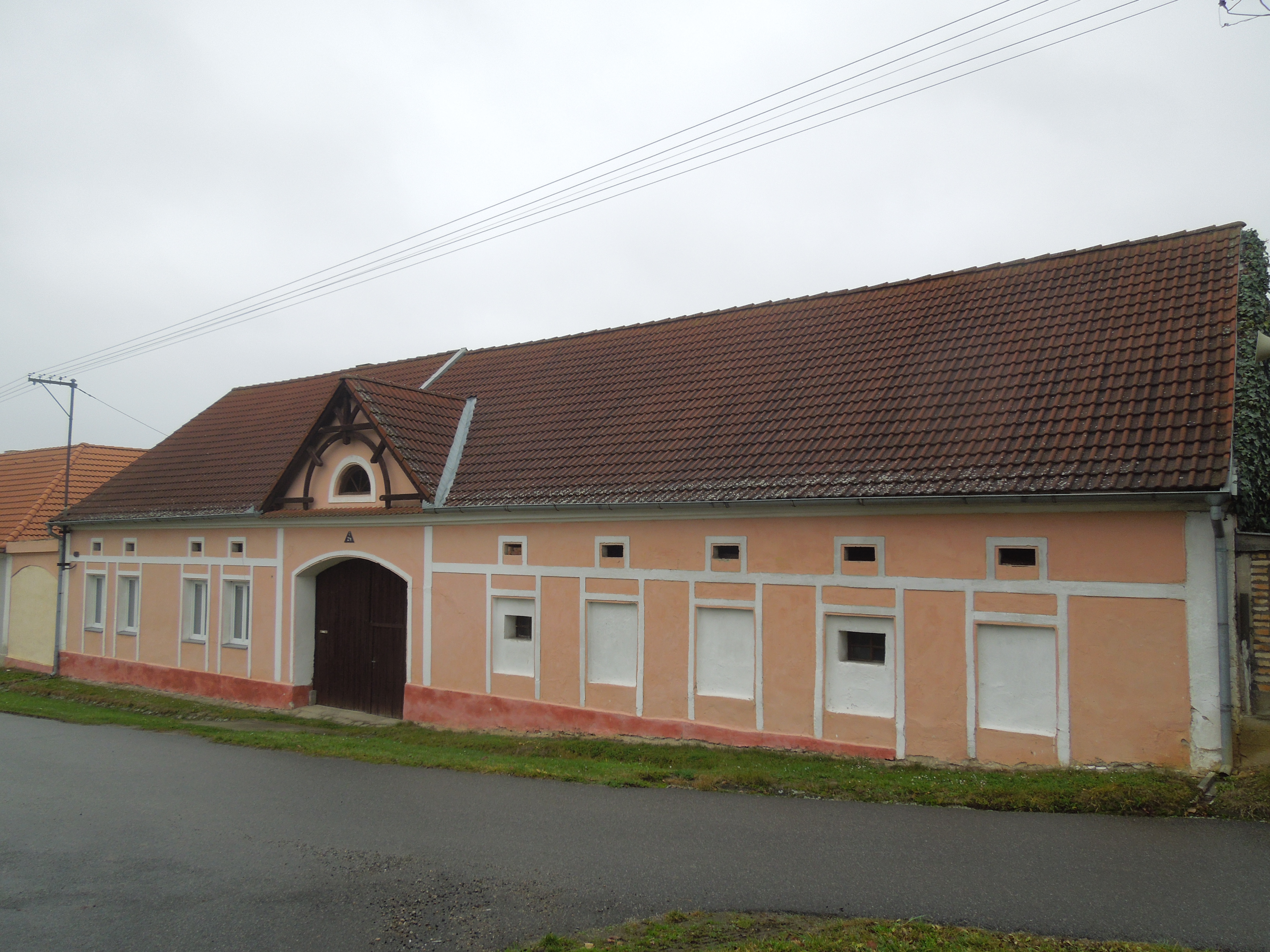
Čp. 24 – Bývalý statek U Mušků (U Králů)

## Současnost
Na návsi se nachází krom bývalých hospodářských stavení i kaplička, bývalá kovárna a požární zbrojnice, místní spolek dobrovolných hasičů byl založen roku 1890 a je činný i dnes.
Hvožďanská náves má trojúhelníkovitý půdorys a vedou z ní tři cesty (první na jih do Libějovic, druhá na východ do sousedícího Újezdu a třetí na sever do Vodňan).
Na místě bývalých dvou rybníčků za zbrojnicí nalezneme nyní pouze vybetonovanou vodní nádrž. Na okraji vsi u cesty k Vodňanům je hřiště, na kterém si mohou hrát zdejší děti.

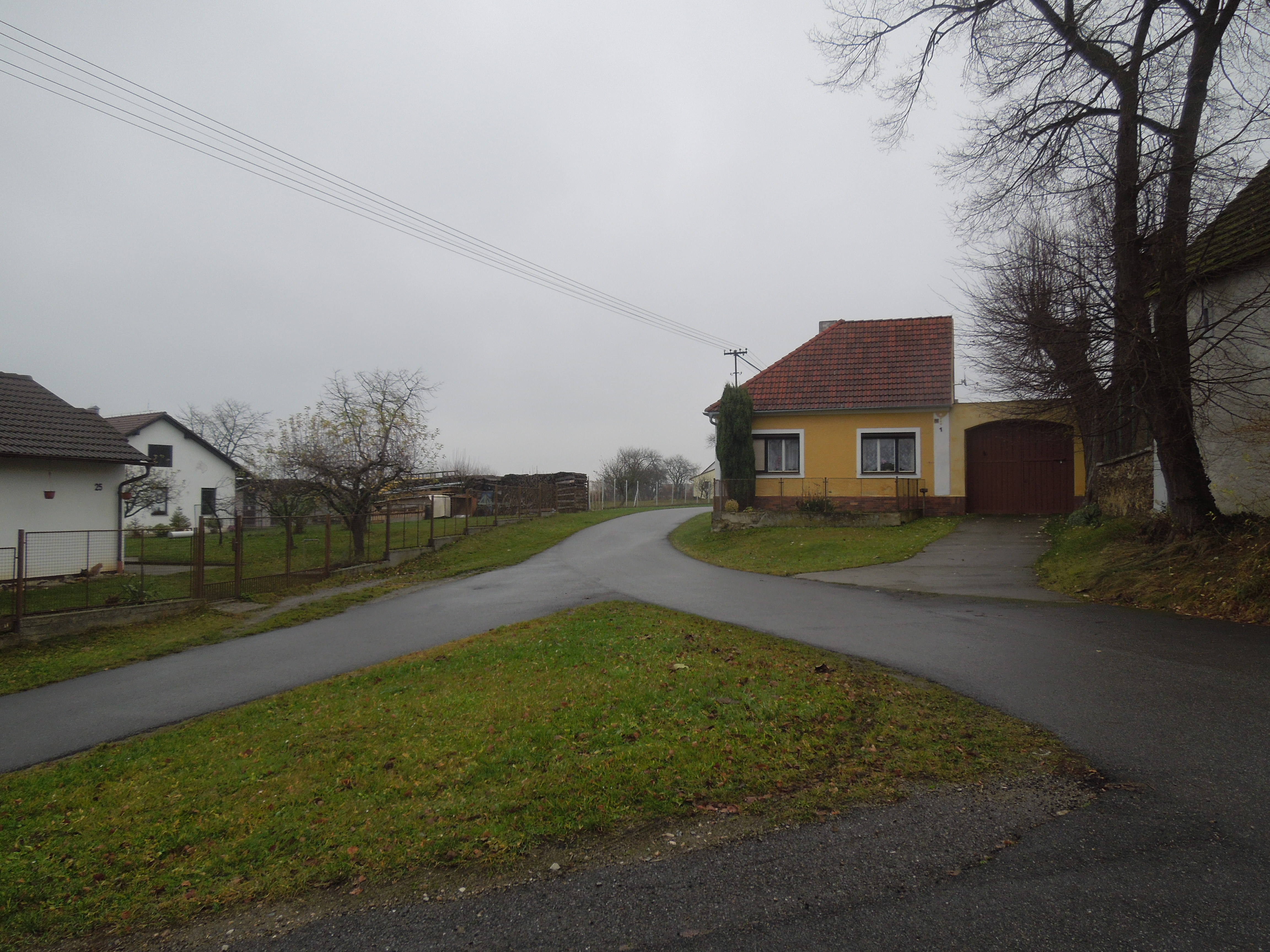
Čp. 1 – Bývalý statek u Faktorů (U Svobodů)

Nejbližším rybníkem je za poli směrem na severozápad ležící Šítov a Malý Šítov (starousedlíky nazývaný Pykal).
Hvožďanští v současnosti nemají vlastní hospodu, zdejší usedlíci tak navštěvují pohostinská zařízení v Libějovicích či ve Vodňanech. V letních měsících se pak někteří scházejí v hospodě na místě zvaném Na Lázni, které se nachází u začátku dubového stromořadí vedoucího mezi Hvožďany a Chelčicemi do sousedních Libějovic.
U souboru budov Na Lázni se nalézá rovněž Kapli svaté Máří Magdalény z let 1660–1663, která byla na počátku 21. století nově opravena.

## Obyvatelstvo
| Rok            | 1869 | 1880 | 1890 | 1900 | 1910 | 1921 | 1930 | 1950 | 1961 | 1970 | 1980 | 1991 | 2001 | 2011 | 2021 |
| -------------- | ---- | ---- | ---- | ---- | ---- | ---- | ---- | ---- | ---- | ---- | ---- | ---- | ---- | ---- | ---- |
| Počet obyvatel | 173  | 190  | 163  | 167  | 168  | 193  | 203  | 146  | 137  | 114  | 74   | 66   | 80   | 88   | 86   |
| Počet domů     | 32   | 33   | 33   | 33   | 33   | 37   | 36   | 39   | 39   | 34   | 28   | 32   | 40   | 42   | 43   |

Vývoj počtu hvožďanských poddaných dle soupisů poddaných.
| Soupisy         | 1607 | 1669 | 1683 | 1690 | 1697 | 1709 | 1719 | 1728 | 1740 | 1754 | 1764 | 1775 | 1787 | 1796 | 1804 | 1816 | 1819 | 1829 | 1837 | 1841 |
| --------------- | ---- | ---- | ---- | ---- | ---- | ---- | ---- | ---- | ---- | ---- | ---- | ---- | ---- | ---- | ---- | ---- | ---- | ---- | ---- | ---- |
| Počet poddaných | 79   | 87   | 114  | 123  | 129  | 149  | 175  | 197  | 167  | 162  | 158  | 182  | 209  | 203  | 178  | 167  | 178  | 220  | 233  | 202  |

## Obecní správa
Při sčítání lidu v letech 1850–1879 Hvožďany byly osadou obce Libějovice v okrese Prachatice. V letech 1900–1960 byly samostatnou obcí, se kterým patřily nejprve do okresu Prachatice, ale v roce 1950 v okrese Vodňany. V letech 1961–1973 byly částí obce Újezd v okrese Strakonice. Od 1. ledna 1974 jsou částí města Vodňany v okrese Strakonice.

## Samospráva
Osadní výbor tvoří Miroslav Pekař (předseda), Jiří Faktor a Ladislav Dvořák.